# Marie Horton
Marie Horton is een personage uit de soapserie Days of our Lives. Marie was een van de originele personages toen de serie startte in 1965 en was met enkele onderbrekingen een vaste rol tot 1985. Daarna kwam ze twee keer terug voor een gastoptreden. De rol werd door drie actrices gespeeld. Maree Cheatham die met de rol startte, vertolkte in de jaren negentig de gastoptredens.

## Personagebeschrijving
Marie is de jongste dochter van Tom en Alice Horton en werd geboren in 1942. Ze heeft nog drie broers Tommy, Mickey en Bill en een zuster Addie Horton.
Toen de serie startte was Marie verloofd met Tony Merritt, maar hij verbrak de verloving plotseling. Nadat ze zelfmoord probeerde te plegen trouwde Marie met Tony's vader Craig in 1966. Ze werd zwanger van Craig, maar kreeg een miskraam. Craig scheidde van Marie toen het duidelijk werd dat zijn zoon Tony nog steeds van Marie hield en hij besloot om Salem te verlaten zodat zij samen konden zijn. Marie en Tony probeerden hun relatie opnieuw op te nemen, maar de vonk sloeg niet terug over en Tony ging ook weg uit Salem. Marie keerde terug naar haar job als laborante in het ziekenhuis.
In 1967 kwam dokter Mark Brooks in het ziekenhuis werken en Marie werd zijn assistente. Ze werden al snel verliefd op elkaar. Maar dan kwam de waarheid aan het licht dat Mark eigenlijk haar broer Tommy Horton was, die dood gewaand werd sinds de oorlog in Korea. Marie was er zo kapot van dat ze een relatie had met haar broer dat ze wegging uit Salem en naar Afrika ging, waar ze een non werd. In 1970 keerde ze terug naar Salem.
In 1979 kwam Alex Marshall naar Salem. Marie kende hem nog van in de tijd dat ze in New York had gewoond. Marie had toen een relatie gehad met Alex en was zwanger geworden. Toen ze naar het klooster ging werd ze echter gedwongen om haar kind af te staan na de geboorte. In 1980 ging Marie uit het klooster weg om op zoek te gaan naar haar verloren dochter die ze Angelique Horton noemde en ze vond haar onder de naam Jessica Blake, maar zei haar niet dat ze haar moeder was. Marie ontdekte dat Alex goed met Jessica kon opschieten en maakte hier ruzie over, maar zei niet dat ze zijn dochter was. In 1981 adopteerde Alex Jessica en toen vertelde Marie dat ze zijn dochter was, maar hij mocht dat niet aan haar vertellen. Alex wilde zijn romance met Marie nieuw leven inblazen, maar zij wilde haar geloften niet verbreken. Alex en Marie gingen naar Canada om meer over Jessica te weten te komen, maar hun vliegtuig stortte neer. Ze werden gedwongen om de nacht door te brengen in een chalet dicht bij de plaats van de crash en ze wilden de liefde bedrijven, maar werden gered voor er iets kon gebeuren.
Later dat jaar vertelde Alex aan Jessica dat hij haar vader was en zij accepteerde hem, maar haatte Marie omdat ze haar afgestaan had en dat ze Alex de waarheid niet gezegd had. Marie trad uit het klooster en wilde met Alex trouwen, maar de bruiloft werd uitgesteld toen Jessica wegliep om in het klooster te treden. Marie en Jessica konden hun problemen uiteindelijk oplossen, maar dan werd Mary Anderson een bedreiging voor de relatie van Alex en Marie. Ze haalde alles uit de kast om Marie te doen geloven dat ze een verhouding had met Alex en Marie trapte er uiteindelijk in. Kort daarna werd Alex neergeschoten en David Banning werd aangehouden nadat Renée DuMonde hem gezien had met een pistool in zijn hand. Alex geraakte daarbij in coma en toen hij ontwaakte wist hij niet meer wie hem had neergeschoten en bovendien was hij verlamd. Marie trok bij hem in om voor hem te zorgen, maar wilde niet met hem trouwen. Het werd uiteindelijk niets meer tussen hen en in 1982 troostte Marie Neil Curtis omdat zijn relatie met Liz Chandler was stukgelopen. Na enkele maanden trouwden Neil en Marie. Liz haatte Marie omdat ze met Neil getrouwd was en Marie haatte Liz omdat ze wist dat Neil nog van haar hield. De dames vochten een bittere strijd. Op een avond sloop Liz het appartement van Neil en Marie binnen en sliep met hem. Neil werd naar het ziekenhuis geroepen en toen Marie thuiskwam dacht Liz dat ze een inbreker was en schoot haar neer. Marie herstelde en Liz moest naar de gevangenis. Nadat ze herstelde was, scheidde ze van Neil en vertrok uiteindelijk uit Salem.
Marie keerde nog twee keer terug naar Salem voor familieaangelegenheden in 1994 en 1996. Marie keerde opnieuw terug in 2010 omdat haar moeder Alice op sterven lag.